# Ziano di Fiemme
Ziano di Fiemme (Suan o Thuan in dialetto trentino) è un comune italiano di 1 769 abitanti della provincia di Trento.
Il comune si trova nella Val di Fiemme, tra la catena del Lagorai a sud e il massiccio del Monte Cornon a nord, e fa parte del territorio della Magnifica Comunità di Fiemme. Il nome del paese, d'origine latina, deriva da Zullanum nel 1188 de Zullano, correzione locale del nome  Julìanum /Julius  cioè fondo di Julius.

## Storia
Tra il 2 e il 4 maggio 1945 vi furono le stragi di Ziano, Stramentizzo e Molina di Fiemme, dove le truppe tedesche in ritirata alla fine della seconda guerra mondiale uccisero 45 persone.

### Simboli
Lo stemma di Ziano di Fiemme rappresenta la figura di Venere al naturale su sfondo azzurro con ornamenti esteriori 
da Comune, così come da regio decreto del 14 gennaio 1932.
Il gonfalone è un drappo a barre verticali bianche e rosa alternate in numero di tre con ricamato al 
centro lo stemma comunale sovrastato dalla scritta in lettere dorate "Comune di Ziano di Fiemme".

## Monumenti e luoghi d'interesse
Il rifugio Cauriol è un rifugio facente parte del comune di Ziano situato nella Valle di Sadole a 1600 metri di altezza. Il rifugio situato al centro della valle prende il nome dal Monte Cauriol, una cima della catena del Lagorai che durante la prima guerra mondiale fu teatro di furiosi scontri tra le truppe italiane e quelle asburgiche. La cima Cauriol fu momentaneamente conquistata dagli italiani nel 1916.
Gli appassionati di alpinismo ed escursionismo possono trovare una interessante e facile via ferrata che permette di raggiungere la cima di Punta Polse (1450 m), dalla quale si può godere di un piacevole panorama.

### Architetture religiose
- Chiesa della Madonna di Loreto
- Chiesa di Sant'Anna, nella frazione di Roda.

## Società

### Evoluzione demografica
Abitanti censiti

## Geografia antropica
La denominazione del comune fino al 1955 era Ziano. La circoscrizione territoriale ha subito le seguenti modifiche: nel 1928 aggregazione di territori del soppresso comune di Panchià; nel 1947 distacco di territori per la ricostituzione del comune di Panchià (Censimento 1936: pop. res. 586).

## Economia
L'economia locale è basata principalmente sul turismo, grazie ai vicini impianti sciistici.
Grande importanza ha anche la lavorazione del legno, il paese infatti è sede della segheria della Magnifica Comunità di Fiemme.

## Infrastrutture e trasporti

### Strade
Il paese è attraversato dalla Strada statale 48 delle Dolomiti, che lo collega con le altre località della valle e con l'Autostrada del Brennero. La galleria Valaverta, un tunnel lungo 2 km scavato sul fianco del Monte Cornon, permette al traffico regolare di evitare l'attraversamento del paese.

### Ferrovie
Dal 1917 al 1963 era in funzione la ferrovia della Val di Fiemme che collegava Ora con Predazzo passando appunto per la Val di Fiemme e a Ziano e Roda avevano le loro stazioni ferroviarie. La stazione di Ziano oggi non rimane traccia è stata completamente demolita mentre la fermata di Roda è ancora esistente.

## Amministrazione
Il Sindaco in carica è Maria Chiara Deflorian.

## Sport
L'associazione sportiva di Ziano di Fiemme è l'A.S. Cauriol.
Il paese ha dato i natali a molti campioni dello sport tra cui Giorgio Vanzetta, Lidia Trettel, Giulio De Florian, Antonella Confortola e Renzo Zorzi ex pilota di F1.